# Bjørn Berntsen
Bjørn Berntsen (...) è un ex sciatore alpino norvegese.

## Biografia
Berntsen ai Campionati norvegesi vinse la medaglia di bronzo nello slalom gigante nel 1982; non prese parte a rassegne olimpiche né ottenne piazzamenti in Coppa del Mondo o ai Campionati mondiali.

## Palmarès

### Campionati norvegesi
- 1 medaglia[senza fonte] (dati parziali fino alla stagione 1981-1982):
  - 1 bronzo (slalom gigante nel 1982)[senza fonte]